# Deutschlandsberg
Deutschlandsberg (tiếng Slovene: Lonč) là một town in Deutschlandsberg district of Steiermark, nước Áo. Đô thị Deutschlandsberg có diện tích 24,44 km², dân số thời điểm năm 2005 là 8201 người. Thị trấn nằm ở phía nam Áo, gần Slovenia và khoảng 35 km so với Graz. Tại đây có lâu đài Deutschlandsberg.